# Dermatocarpon taminium
Dermatocarpon taminium är en lavart som beskrevs av Heiðmarsson. Dermatocarpon taminium ingår i släktet Dermatocarpon och familjen Verrucariaceae.   Inga underarter finns listade i Catalogue of Life.